# Inchanga natalensis
Inchanga natalensis är en kräftdjursart som beskrevs av Barnard 1932. Inchanga natalensis ingår i släktet Inchanga och familjen Porcellionidae. Inga underarter finns listade i Catalogue of Life.